# Nils Johansson
Nils Gunnar Johansson (Boras, 16 de abril de 1920 — Boras, 29 de junho de 1999) foi um ciclista sueco de ciclismo de estrada.

## Londres 1948
Johansson competiu nos Jogos Olímpicos de Verão de 1948 em Londres, onde fez parte da equipe sueca que terminou em quinto lugar no contrarrelógio por equipes. Individualmente, ficou em quinto.